# ابوالفضل قدیانی
ابوالفضل قدیانی (زاده ۱۳۲۴) از اعضای ارشد سازمان مجاهدین انقلاب اسلامی ایران و از زندانیان سیاسی و همچنین از زندانیان سیاسی پس از انتخابات ریاست جمهوری ایران (۱۳۸۸) است.

## فعالیت‌های سیاسی
ابوالفضل قدیانی پس از اعتراض‌ها به نتایج انتخابات ریاست جمهوری دهم در دادگاهی که در شعبهٔ ۱۵ دادگاه انقلاب اسلامی برایش تشکیل شد، شرکت نکرد و آن را غیرقانونی خواند. وی با ۶۴ سال سن به‌عنوان مسن‌ترین زندانی پس از انتخابات نام برده می‌شود. اتهامات وی توهین به رهبری و تبلیغ علیه نظام ذکر شد و برای اتهام تبلیغ علیه نظام به دو سال زندان و برای اتهام توهین به رهبری به سه سال زندان دیگر محکوم گردید.

### نامه به علی خامنه‌ای
قدیانی در نامه‌ای خطاب به علی خامنه‌ای نوشته است: «... اینک از زندان اوین این فریاد را برمی‌آورم. باری من و امثال من در راه پیروزی انقلاب جان، مال و آزادی خویش را نگذاشته‌ایم که سه دهه بعد علی خامنه‌ای اینگونه بر کشور سلطنت کند. آقای خامنه‌ای، از سر راه این ملت مظلوم کنار بروید. لحظه‌ای با این پرسش ساده خلوت نمی‌کند که: چه تفاوتی است میان من و حسنی مبارک، یا سرهنگ قذافی و چرا استبداد در مصر و لیبی نامبارک و مذموم است و در ایران و سوریه ستودنی است؟ با آزاد ساختن رهبران شجاع و مقاوم جنبش سبز اعتراضی آقایان موسوی و کروبی بنگرند که چگونه سیل مشتاق میلیون‌ها ایرانی آزادی‌خواه در خیایان‌ها جاری شده و فاتحهٔ استبداد را می‌خوانند.»
او در جلسه دادگاهی که در تاریخ ۲۹ فروردین ۱۳۹۱ برای رسیدگی به اتهامات وارده در این زمینه تشکیل شده بود گفت: «رهبری بزرگ‌ترین ضربه را به نظام وارد کرد»، گفته می‌شود وی که از شرکت در دادگاه امتناع کرده بود، به بهانهٔ انتقال به بیمارستان قلبی از زندان به دادگاه برده شد.

### مخالفت با نظام جمهوری اسلامی
او از جمله ۱۵ فعال سیاسی و مدنی بود که در بهمن ۱۳۹۶ با تأکید بر «اصلاح‌ناپذیری» نظام جمهوری اسلامی ایران خواستار برگزاری همه‌پرسی تحت نظارت سازمان ملل متحد برای «گذار مسالمت‌آمیز» از حکومت کنونی «به یک دموکراسی سکولار پارلمانی» شد.

## اجرای حکم
ابوالفضل قدیانی پانزدهم شهریور ۱۳۹۱ به اجرای احکام دادسرای مقدسی مستقر در زندان اوین احضار شد تا حکم ۴۰ ضربهٔ شلاق تعزیری او اجرا شود. ابوالفضل قدیانی به دلیل نگارش متنی خطاب به ملت ایران و به اتهام تبلیغ علیه نظام از سوی شعبهٔ ۲۸ دادگاه انقلاب به ریاست قاضی مقیسه به تحمل یکسال حبس محکوم شده بود که شعبهٔ ۵۴ دادگاه تجدیدنظر به ریاست قاضی بابایی این حکم به ۲ سال حبس و ۴۰ ضربه شلاق تغییر کرد. شعبهٔ اجرای احکام درحالی درصدد اجرای حکم شلاق این زندانی سیاسی برآمده بود که اساساً حکم تجدیدنظر به وی ابلاغ نشد.

## حکم سال ۹۷
ابوالفضل قدیانی، در اسفند ۹۷ به تحمل سه سال زندان و مطالعه و رونویسی از سه کتاب منتشر شده از نهادهای ایران از جمله کتاب «داستان سیستان» نوشتهٔ رضا امیرخانی، محکوم شد. برای اتهام توهین به رهبری به دو سال و به اتهام تبلیغ علیه نظام به یک سال زندان محکوم شده است.

### واکنش دفتر رهبر جمهوری اسلامی به حکم رونویسی از کتاب‌ها
پس از انتشار خبر حکم رونویسی از سه کتاب، خبرگزاری فارس در خبری از قول یکی از اعضای دفتر سیدعلی خامنه‌ای نوشت: «انتشار آثار مرتبط با رهبر معظم انقلاب برای آشنایی با رأی و اندیشه و نیز زندگی و سیرهٔ اخلاقی و اجتماعی معظم‌له است و به‌کارگیری آن به عنوان مجازات یک مجرم، بدسلیقگی است. دفتر حفظ و نشر آثار رهبر معظم انقلاب هیچ توصیه‌ای به دادگاه‌ها جهت مطالعهٔ اجباری آثار رهبر انقلاب توسط محکومان ندارد و این کار را مغایر با اثربخشی و روح کار فرهنگی می‌داند.»

### واکنش رضا امیرخانی به حکم رونویسی از کتابش
پس از انتشار حکم ابوالفضل قدیانی و الزام به رونویسی از کتاب داستان سیستان، رضا امیرخانی در کانال تلگرامی خود به این حکم واکنش نشان داد و نوشت: «کتاب را به حکم قاضی نمی‌خوانند؛ کتابی درست خوانده می‌شود که مخاطب، خود، آن را انتخاب کند. اگر قرار است کتاب به فهرست مجازات‌های تکمیلی افزوده شود، بهتر است پیش از آن، تغییراتی در قانونِ حقوق مؤلفان و مصنفان انجام پذیرد و در آن پیش‌بینی شود تا از مؤلفان برای این کار اجازه بگیرند»